# Renzo Trivelli
Renzo Trivelli (ur. 2 maja 1925 w Livorno, zm. 30 listopada 2015 w Rzymie) – włoski polityk i działacz partyjny, poseł do Parlamentu Europejskiego II i III kadencji.

## Życiorys
Pracował jako robotnik. Zaangażował się w działalność polityczną w ramach Włoskiej Partii Komunistycznej (PCI). W 1956 zastąpił Enrica Berlinguera na stanowisku sekretarza komunistycznej młodzieżówki FGCI. Funkcję tę pełnił do 1960. Pozostał etatowym działaczem partii, w latach 60. i 70. był sekretarzem jej struktur w Rzymie, Abruzji i Apulii.
W latach 1984–1994 sprawował mandat eurodeputowanego II i III kadencji. Po rozwiązaniu PCI dołączył do Demokratycznej Partii Lewicy.